# 東崎

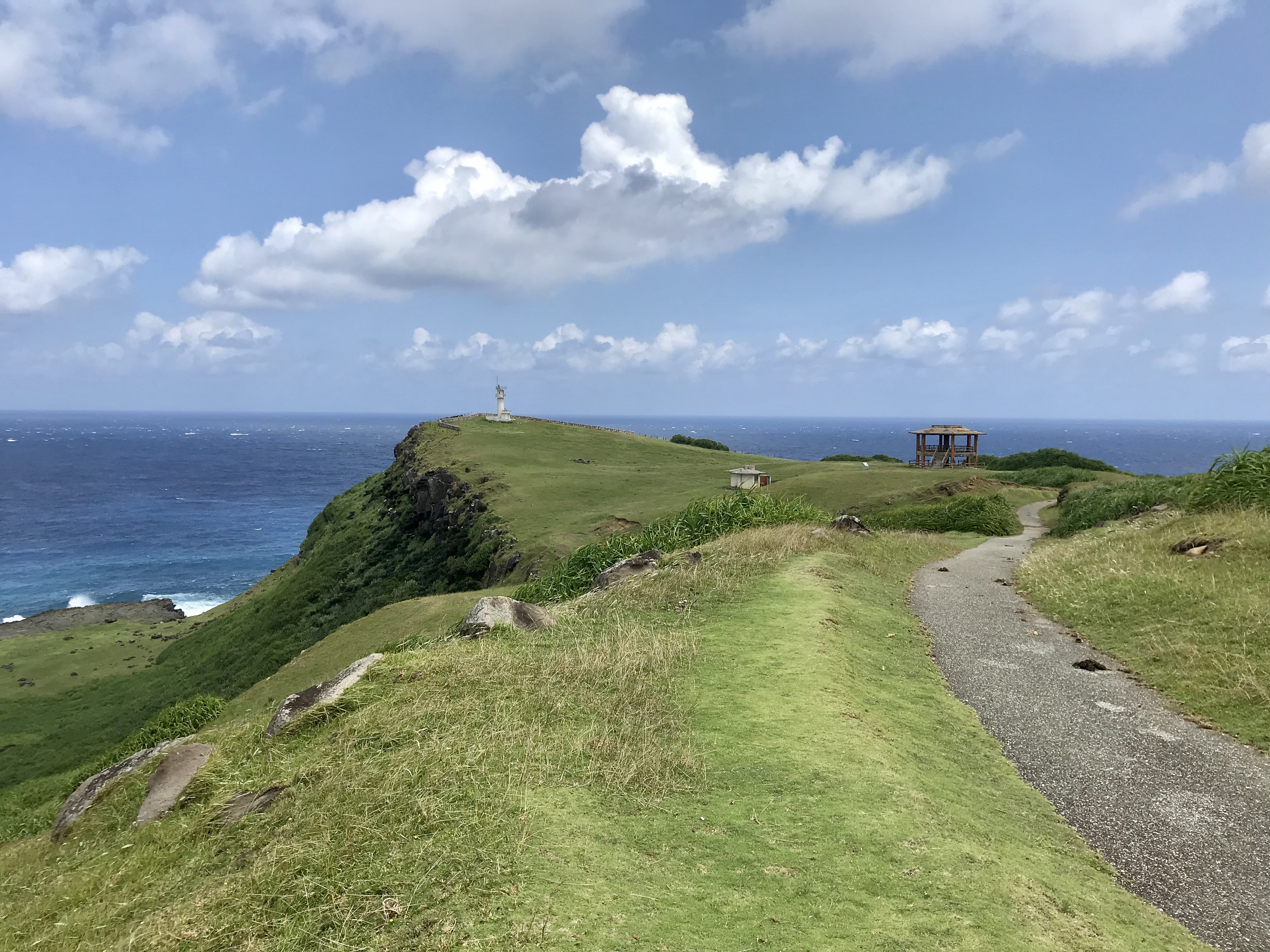
東崎

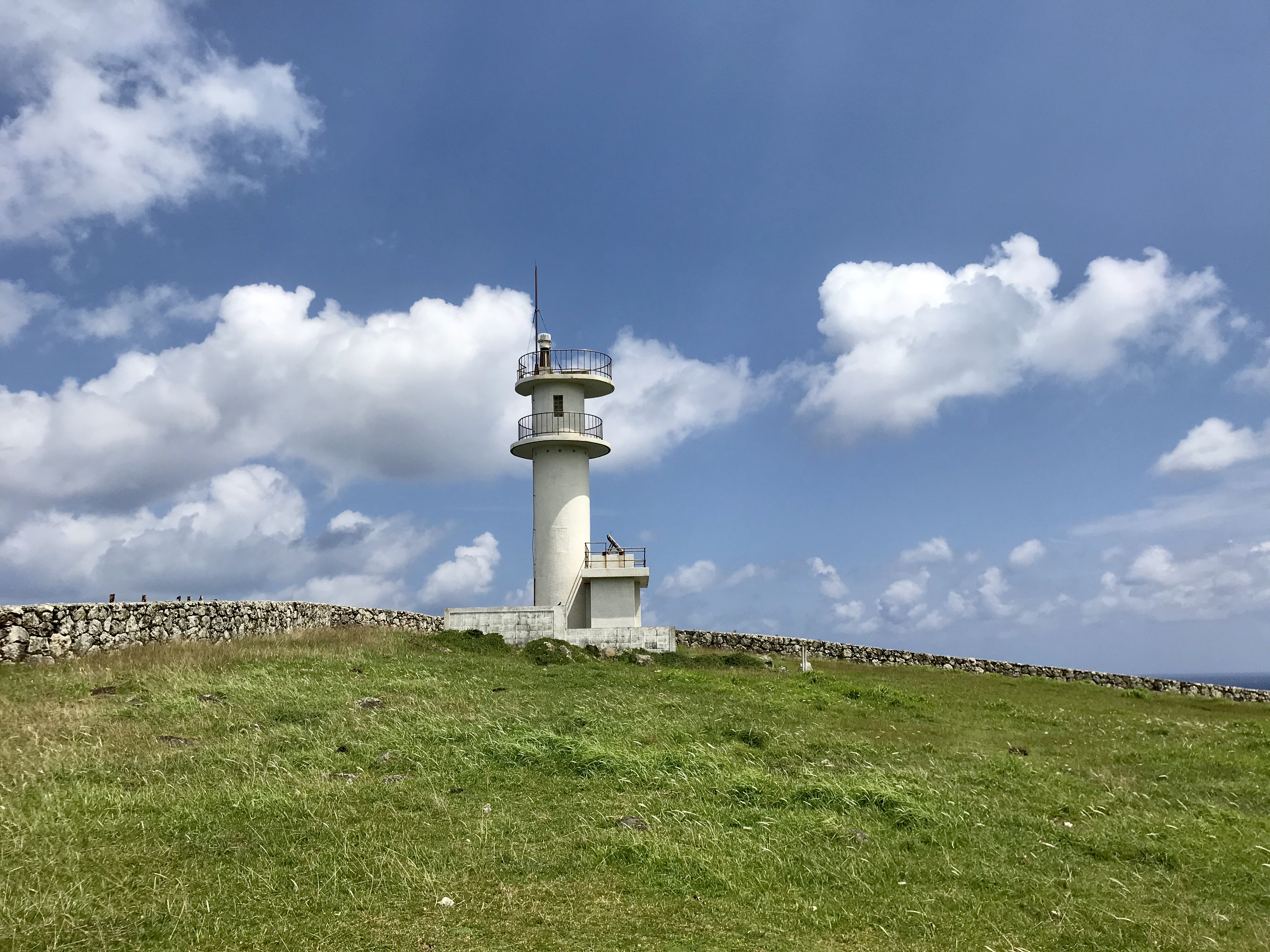
東崎灯台

東崎（あがりざき）は、与那国島の東端、沖縄県八重山郡与那国町東崎にある岬。北緯24度27分42秒 東経123度2分36秒 / 北緯24.46167度 東経123.04333度座標: 北緯24度27分42秒 東経123度2分36秒 / 北緯24.46167度 東経123.04333度に位置する。
海面から約100mの高さに立ち上がった断崖絶壁の岬で、先端には東埼灯台が立ち、展望台が設けられている。天気のよい日には東方に西表島を眺望することができる。また、この岬から眺める日の出も美しい。岬の周辺はなだらかな牧草地となっており、与那国馬や牛が放牧されている。
白い断崖、紺碧の海、緑の牧草地といった対照的な風物が織りなす雄大な景観は、東崎を西崎と並ぶ与那国島有数の景勝地にしている。
喜納昌吉の「東崎（あがりざち）」は、この岬のことを歌った曲である。